# دیوید وینیار
دیوید وینیار (انگلیسی: David Viniar؛ زاده ۱۹۵۵) از ۱۹۹۹ تا ۳۱ ژانویه ۲۰۱۳ مدیر اجرایی و قائم مقام شرکت خدمات مالی و بانکداری آمریکایی و چندملیتی "گلدمن ساکس" بود.